# Taskkill

Taskkill (Task Kill) é um comando do Prompt de comando do Windows capaz de finalizar um processo que está sendo executado no Windows através do PID, identificador de processo (Exemplo: 2104) ou pelo nome do arquivo (Exemplo: explorer.exe). O comando está presente no prompt de comando do Windows XP e posteriores.